# Фосфоенолпируваткарбоксикиназа
Фосфоенолпируваткарбоксикиназа, также ФЕП-карбоксикиназа (GTP-зависимая)(англ. Phosphoenolpyruvate carboxykinase, сокр. PEPCK) — фермент (КФ 4.1.1.32), из семейства декарбоксилаз (класс лиазы), катализирующий реакцию декарбоксилирования-фосфорилирования молекул оксалоацетата с образованием фосфоенолпирувата, углекислого газа и GDP. В качестве источника неорганического фосфата фермент использует молекулы GTP, а кофактором могут служить ионы марганца — Mn2+. Схема реакции:
Оксалоацетат + GTP ↔ Фосфоенолпируват + СО2 + GDP.
+ GTP  {\displaystyle \longrightarrow }   + CO2 + GDP
Данная реакция относится к так называемым «обходным реакциям» гликолиза. ФЕП-карбоксикиназа играет ключевую роль в процессе глюконеогенеза. Существует две изоформы фермента, цитозольная и митохондриальная. Ген, кодирующий митохондриальную форму фермента — PCK2 (также PEPCK-M) у человека локализован на длинном плече (q-плече) 14-й хромосомы. Ген цитозольной формы — PCK1 или PEPCK-C располагается на длинном плече (q-плече) 20-й хромосомы. ФЕП-карбоксикиназа особенно активно экспрессируются в гепатоцитах (клетках печени), почках и адипоцитах (т.е. в клетках тканей с повышенной активностью глюконеогенеза). В отличие от PEPCK-M, активность PEPCK-C может регулироваться гормонами.
ФЕП-карбоксикиназа (митохондриальная) состоит из 640 аминокислотных остатков и имеет молекулярную массу — 70699 Да. Цитозольная форма содержит 622 аминокислоты и имеет молекулярную массу — 69195 Да. Мутации в генах PCK1 или PCK2 могут вызывать достаточно редкое заболевание — ФЕП-карбоксикиназную недостаточность.
ФЕП-карбоксикиназу [GTP] не следует путать с ATP-зависимой PEPCK, которая встречается в растениях и бактериях, но не в клетках животных.

## Структура
У человека присутствуют два изофермента ФЕП-карбоксикиназы: цитозольный (SwissProt P35558) и митохондриальный (SwissProt Q16822), которые имеют 63,4 % идентичности. Цитозольная форма играет важную роль в глюконеогенезе. Однако известен механизм переноса фосфоенолпирувата (PEP) из митохондрий в цитозоль с помощью специфических мембранных транспортных белков. В переносе PEP через внутреннюю митохондриальную мембрану участвует митохондриальный трикарбоксилатный транспортный белок и в меньшей степени переносчик адениновых нуклеотидов. Выдвигается также предположение о возможности существования транспортёра PEP/пирувата.
Рентгеновские структуры PEPCK дают представление о структуре и механизме каталитической активности PEPCK. Митохондриальная изоформа PEPCK  из куриной печени в комплексе с ионами  Mn2+, Mn2+-фосфоенолпируватом (PEP) и Mn2+-GDP даёт информацию о её структуре и о том, как этот фермент катализирует реакции. Delbaere et al. (2004 год) обнаружили PEPCK в клетках E. coli и выявили активный сайт, расположенный между C-концевым доменом и N-концевым доменом. Было обнаружено, что активный центр фермента закрывается при вращении этих доменов.
В процессе действия ФЕП-карбоксикиназы происходит перенос фосфорильных групп, чему, вероятно, способствует заслонённая конформация фосфорильных групп при связывании молекул ATP с ферментом.
Поскольку заслонённая конформация обладает высокой энергией, перенос фосфорильных групп имеет пониженную энергию активации, что означает эти группы будут переноситься с большей легкостью. Этот перенос, вероятно, происходит по механизму, аналогичному нуклеофильному замещению SN2.

### У различных видов
Транскрипция гена PEPCK происходит у многих видов, и аминокислотная последовательность фермента у каждого вида своя.
Например, его структура и специфичность различаются у человека, кишечной палочки (E. coli) и паразита Trypanosoma cruzi.

## Механизм катализа
Поскольку ФЕП-карбоксикиназа действует на стыке гликолиза и цикла Кребса, она вызывает декарбоксилирование молекулы оксалоацетата (C4) с образованием молекулы PEP (C3). В качестве первого обязательного этапа глюконеогенеза PEPCK декарбоксилирует и фосфорилирует оксалоацетат для его преобразования в PEP, в присутствии молекул GTP. При переносе фосфата в результате реакции образуется молекула GDP.  В активном центре фермента имеется остаток аргинина и ионы двухвалентного марганца Mn2+. Кислород кетогруппы (C=O) оксалоацетата образует комплекс между аргинином и Mn2+ и, таким образом, позволяет отщепить карбоксильную группу на более дальнем конце с образованием двойной связи. Затем фосфат переносится от GTP к кислороду. В то же время ионы Mn2+ и аргинин также обеспечивают комплексообразование GTP в ферменте.
Когда пируваткиназа – фермент, который обычно катализирует реакцию, превращающая PEP в пируват — нокаутируется у мутантов Bacillus subtilis, ФЕП-карбоксикиназа участвует в одной из замещающих анаплеротических реакций, действуя в направлении, противоположному нормального катализа, превращая PEP в оксалоацетат. Хотя эта реакция и возможна, кинетика настолько неблагоприятна, что мутанты растут очень медленно или вообще не растут.

## Регуляция

### У человека
Усиление экспрессии и активации PEPCK-С (цитозольная форма) происходит под действием многих факторов. Транскрипция гена PEPCK-C стимулируется глюкагоном, глюкокортикоидами, ретиноевой кислотой и аденозин-3',5'-монофосфатом (цАМФ), а инсулин (посредством  SREBP1c) её подавляет. Из этих факторов инсулин, гормон, дефицит которого наблюдается при сахарном диабете 1-го типа, считается доминирующим, поскольку он подавляет транскрипцию многих стимулирующих элементов. Активность PEPCK также ингибируется гидразинсульфатом, и это ингибирование снижает скорость глюконеогенеза.
При длительном ацидозе в клетках щёточной каймы проксимальных канальцев почек повышается активность PEPCK-C, что приводит к выделению большего количества аммиака NH3 и, соответственно, к образованию большего количества гидрокарбонат ионов HCO3-.
ГТФ-специфическая активность PEPCK наиболее высока при наличии двухвалентных ионов — Mn2+ и Mg2+. Кроме того, гиперреактивный цистеин (Cys307) фермента участвует в связывании Mn2+ с активным сайтом.

### У растений
Как уже говорилось ранее, при поливе растений хлористым аммонием с низким pH концентрация ФЭП-карбоксикиназы увеличивалась, хотя при высоком pH такого эффекта не наблюдалось

## Функции

### Глюконеогенез
PEPCK-C (цитозольная форма) катализирует необратимый этап глюконеогенеза — процесс синтеза глюкозы. Поэтому считается, что этот фермент играет важную роль в гомеостазе глюкозы, что подтверждается на примере лабораторных мышей, заболевших сахарным диабетом 2-го типа в результате сверхэкспрессии гена PEPCK-C.
Роль PEPCK-C в глюконеогенезе может быть опосредована циклом лимонной кислоты, активность которого, как было установлено, напрямую зависит от количества PEPCK-C.
Уровни PEPCK-C сами по себе не сильно коррелировали с глюконеогенезом в печени мышей, как предполагали предыдущие исследования. В то время как печень мыши почти исключительно экспрессирует PEPCK-C, у людей в равной степени присутствует митохондриальный изофермент (PEPCK-M). PEPCK-M сам по себе обладает глюконеогенным потенциалом. Следовательно, роль PEPCK-C и PEPCK-M в глюконеогенезе может быть более сложной и включать больше факторов, чем считалось ранее.

### У растений
ФЕП-карбоксикиназа (КФ 4.1.1.49) — один из трёх ферментов декарбоксилирования, используемых в механизмах концентрирования неорганического углерода в растениях с C4-фотосинтезом и CAM. Другие — NADP-зависимая малатдегидрогеназа и NAD-зависимая малатдегидрогеназа (малик-фермент). При фиксации углерода в С4-растениях углекислый газ сначала фиксируется путём присоединения к фосфоенолпирувату с образованием оксалоацетата в мезофилле. В растениях с С4-фотосинтезом оксалоацетат затем преобразуется ферментом PEPCK в аспартат, который поступает в проводящий пучок. В клетках проводящего пучка аспартат снова превращается в оксалоацетат. PEPCK декарбоксилирует оксалоацетат оболочки проводящего пучка, выделяя углекислый газ, который затем фиксируется ферментом Rubisco. На каждую молекулу углекислого газа, произведенную PEPCK, расходуется молекула ATP.
PEPCK активна в растениях, которые подвергаются фиксации углерода путём C4-фотосинтеза, где её действие локализовано в цитозоле, в отличие от млекопитающих, у которых было обнаружено, что PEPCK активна также в митохондриях.
Хотя ФЕП-карбоксикиназа обнаружена во многих частях растений, её активность была отмечена только в определённых типах клеток, в том числе в участках флоэмы.
Также было обнаружено, что в огурце (Cucumis sativus L.) концентрация PEPCK повышается под действием многочисленных эффектов, которые, как известно, снижают значение pH клеток растений, хотя эти эффекты специфичны для части растения.
Уровни PEPCK повышались в корнях и стеблях, когда растения поливали хлоридом аммония при низком значении pH (но не при высоком pH) или масляной кислотой. Однако уровни PEPCK в листьях в этих условиях не увеличивались.
В листьях, при 5%-ном содержание CO2 в атмосфере, происходит увеличение количества ФЕП-карбоксикиназы.

### У бактерий
В попытке изучить роль ФЕП-карбоксикиназы исследователи вызвали сверхэкспрессию гена PEPCK в бактериях E. coli с помощью рекомбинантной ДНК.
Было показано, что PEPCK Mycobacterium tuberculosis запускает иммунную систему у мышей, за счёт повышения активности цитокинов.
В результате было установлено, что PEPCK может быть подходящим компонентом для разработки эффективной субъединичной вакцины против туберкулёза.

## Клиническое значение
PEPCK до недавнего времени не рассматривался в исследованиях рака. Было показано, что в образцах опухолей человека и линиях раковых клеток человека (клетки рака молочной железы, толстой кишки и лёгких) PEPCK-M, а не PEPCK-C, экспрессировался на достаточных уровнях, чтобы играть соответствующую метаболическую роль. Таким образом, PEPCK-M может играть роль в раковых клетках, особенно при ограничении питательных веществ или других стрессовых условиях.